# Medina albomaculata
Medina albomaculata là một loài ruồi trong họ Tachinidae.